# Gaia Realini
Gaia Realini (Pescara, 19 giugno 2001) è una ciclista su strada e ciclocrossista italiana che corre per il team Lidl-Trek. Attiva in formazioni UCI dal 2021, ha vinto una tappa alla Vuelta Femenina 2023.

## Palmarès

### Strada
- 2023 (Trek-Segafredo, tre vittorie)

Trofeo Oro in Euro
6ª tappa La Vuelta Femenina (Castro-Urdiales > Laredo)
4ª tappa Tour de l'Avenir Femmes (Challes-les-Eaux > Megève)

#### Altri successi
- 2021 (Isolmant-Premac-Vittoria)

Classifica scalatrici Premondiale Giro Toscana-Memorial Fanini
- 2022 (Isolmant-Premac-Vittoria)

Classifica scalatrici Premondiale Giro Toscana-Memorial Fanini
- 2023 (Trek-Segafredo)

Classifica giovani UAE Tour
Classifica scalatrici La Vuelta Femenina
Classifica giovani Giro d'Italia
- 2024 (Lidl-Trek)

1ª tappa Vuelta a España (Valencia, cronosquadre)
Classifica giovani Tour de Romandie Féminin

### Cross
- 2018-2019
MasterCross Selle SMP Juniores (Vallerbike ASD)
Giro Italia Ciclocross Juniores (Vallerbike ASD)
- 2021-2022

International Cyclocross Increa Brugherio (Brugherio)
Campionati italiani, Under-23

## Piazzamenti

### Grandi Giri
- Giro d'Italia

2021: 11ª
2022: 13ª
2023: 3ª
2024: 7ª
- La Vuelta Femenina

2023: 3ª
2024: ritirata (6ª tappa)
- Tour de France femminile

2024: 5ª

### Competizioni mondiali
- Campionati del mondo

Zurigo 2024 - Staffetta: 3ª
Zurigo 2024 - In linea: 42ª
- Campionati del mondo di ciclocross

Dübendorf 2020 - Under-23: 15ª
Ostenda 2021 - Under-23: 15ª
- Campionati del mondo gravel

Veneto 2023 - Elite: 9º

### Competizioni europee
- Campionati europei di ciclocross

Rosmalen 2018 - Under-23: 18ª
Silvelle 2019 - Under-23: 7ª
Rosmalen 2020 - Under-23: 10ª
Drenthe-Col du VAM 2021 - Under-23: 6ª
- Campionati europei su strada

Trento 2021 - In linea Under-23: 5ª
Drenthe 2023 - In linea Under-23: 35ª